# Ambrogio Bertoni
Ambrogio Bertoni (* 25. August 1811 in Mailand; † 11. November 1887 in Lottigna) war ein Schweizer Anwalt, Politiker und Tessiner Staatsrat und Ständerat der Freisinnig-Demokratischen Partei (FDP).

## Biografie
Ambrogio Bertoni war der Sohn des Kaufmanns Giacomo. Er begann kirchliche Studien, wurde aber wegen seiner liberalen Ideen aus dem Mailänder Priesterseminar verwiesen und vervollständigte seine Ausbildung im Kanton Tessin. 1834 wurde er zum Priester geweiht. 1840 gab er das Priesteramt auf und studierte Rechtswissenschaft an der Universität Paris. Nach einem Praktikum bei Carlo Battaglini in Lugano eröffnete er seine Kanzlei in Lottigna.
Er nahm am Aufstand von Mailand 1848 und am Feldzug von 1849 teil. Als einer der einflussreichsten Führer des Radikalismus im Kanton Tessin war er Abgeordneter im Grossrat von 1848 bis 1875, Staatsrat von 1851, von 1860 bis 1861 und Ständerat von 1852 bis 1853 sowie von 1860 bis 1862. Als führender Vertreter der Società Demopedeutica befasste er sich mit den Problemen der landwirtschaftlichen Entwicklung des Kantons. Er war ein überzeugter Befürworter der Strasse über den Lukmanierpass. Bertoni war verheiratet mit Giuseppina Torriani.

## Schriften
- Cinque anni di sacerdozio 1840, 2. Auflage (1847).
- Le condizioni agrarie del Cantone Ticino e specialmente nei distretti superiori. 1851.